# Camp de concentration de Hwasong
Le camp de concentration de Hwasong (en hangeul : 화성 제16호 관리소, aussi écrit Hwasŏng ou Hwaseong) est un camp de travail en Corée du Nord pour les prisonniers politiques. Le nom officiel est Kwan-li-so (colonie pénitentiaire) n°16.

## Situation
Le camp est situé dans le comté de Myŏnggan (en), dans la province du Hamgyong du Nord. Il se trouve à proximité de la source de la rivière Hwasong dans une vallée isolée. À l'ouest du camp se trouve le Mantapsan, une montagne de 2 205 mètres d'altitude. Au nord et à l'est, il longe la vallée de la rivière Orangchon. L'entrée du camp est située à la droite de la rivière Hwasong et sur la route communale de Hwasong. Le camp n'apparaît pas sur les cartes, mais l'entrée, les tours de guet et les grillages qui entourent le camp sont visibles sur des images satellitaires.

## Description
Le camp de Hwasong est une prison à vie. Avec une superficie de près de 549 km2, il s'agit du plus grand camp de prisonniers de Corée du Nord. Les bureaux du camp sont situés à Puhwa-ri, à 4 km au nord de l'entrée du camp. Environ 20 000 prisonniers sont enfermés dans le camp. Ces prisonniers sont considérés comme « anti-révolutionnaires et anti-parti » et pour la plupart accusés de s'être opposés à la succession de Kim Jong-il. Beaucoup de ces prisonniers font partie de la famille des condamnés, selon le principe de culpabilité par association. Le camp a été vraisemblablement construit dans les années 1990.

## Conditions de travail
Les prisonniers du camp sont exploités pour des travaux difficiles, dangereux et parfois mortels dans les secteurs de la mine, de l'exploitation forestière et de l'agriculture. D'après M. Lee, un ancien responsable de la sécurité du camp, les prisonniers avaient une surcharge de travail et n'avaient que peu de temps pour se reposer. Chaque prisonnier a des objectifs de travail à atteindre. Le plus souvent, ils ne sont autorisés à dormir que quatre heures pendant la nuit. M. Lee a été témoin de plusieurs accidents mortels dans l'enceinte de la prison.
Les essais nucléaires nord-coréens menés en 2006, 2009, 2013 et 2016 ont eu lieu sur le site d'essais nucléaires de Punggye-ri à seulement 2 km à l'ouest du camp. Plusieurs évadés du camp ont déclaré que les prisonniers étaient forcés à creuser des tunnels et à construire des infrastructures souterraines dans la zone exposée aux radiations nucléaires.

## Situation des droits de l'homme
L'accès à l'information est extrêmement limité, puisque le camp est de haute sécurité et par conséquent sous surveillance et contrôle stricts. Un adolescent anonyme racontait par exemple que lorsque toute sa famille avait été envoyée au camp lorsqu'il avait 13 ans, il avait été témoin du passage à tabac de son père et du viol de sa mère et de ses sœurs par des agents de sécurité. Les habitants des villages alentour sont au courant des sévices en cours dans le camp, mais ne sont pas autorisés à s'en approcher.
Monsieur Lee a décrit les méthodes utilisées pour exécuter des prisonniers dans une interview pour Amnesty International. Il a notamment vu des prisonniers être forcés à creuser leurs propres tombes avant d'être tués à coup de marteaux dans le cou. À plusieurs reprises, il est témoin de l'étranglement et du passage à tabac avec des bâtons en bois de prisonniers. D'après lui, plusieurs femmes ont été violées puis tuées secrètement par des officiels.

## Agrandissement du camp
Une analyse des images satellitaires menée par Amnesty International en octobre 2013 montre que la population carcérale du camp avait légèrement augmenté par rapport à 2008. Dans plusieurs villages de prisonniers, de nouvelles constructions d'habitat et d'administration ont été repérées. Quelques prisonniers du camp de Hoeryong ont été transférés à celui de Hwasong.

## Voir également